# Fédération française des clubs alpins et de montagne
Pour les articles homonymes, voir CAF.

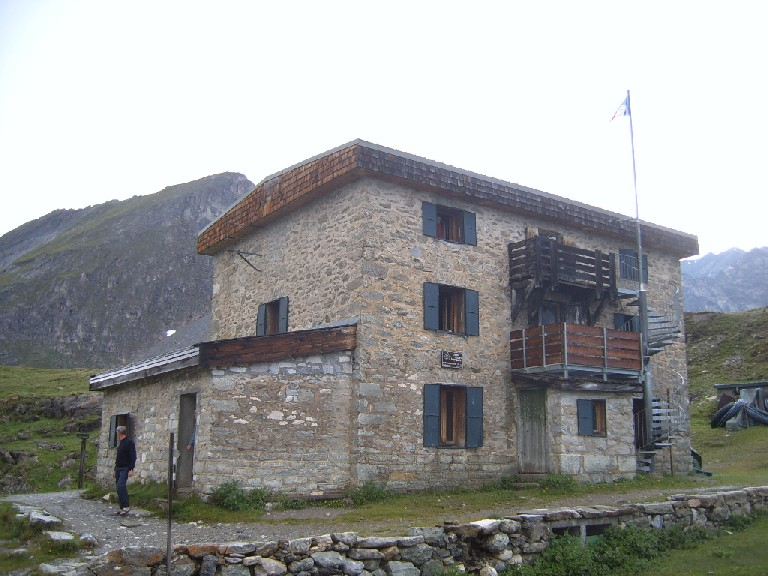
Le refuge de montagne de la FFCAM du col de la Vanoise

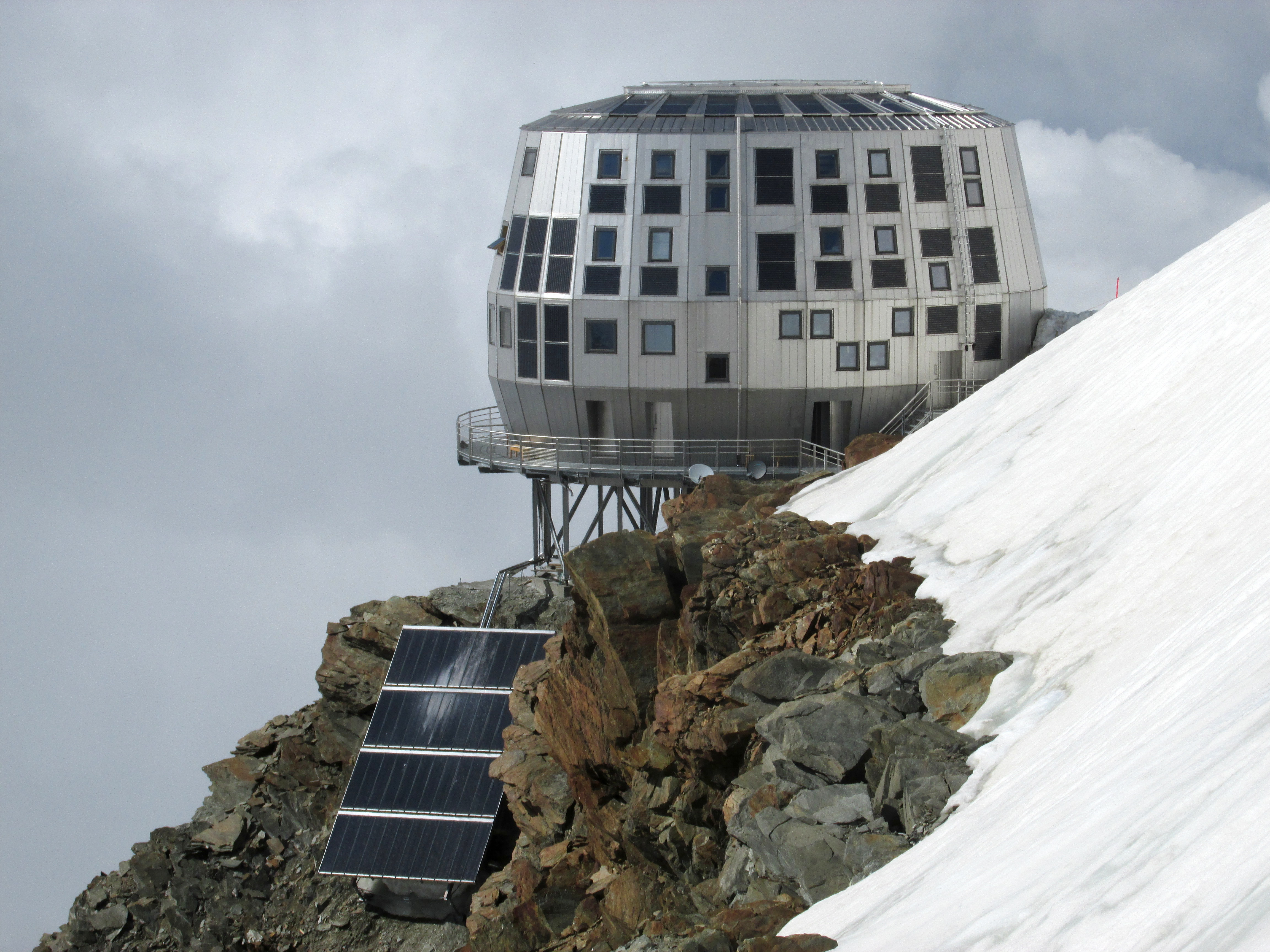
Le refuge du Goûter, un des plus hauts refuges gardés d'Europe de l'Ouest

La Fédération française des clubs alpins et de montagne (FFCAM), encore souvent désignée sous le nom traditionnel de Club alpin français (CAF), est une fédération de clubs visant à promouvoir et encadrer de nombreuses activités liées à la montagne. Elle est notamment connue des alpinistes et des randonneurs comme étant le gestionnaire de plusieurs dizaines de refuges de montagne souvent gardés par des professionnels.

## Histoire
Le Club alpin français est fondé le 2 avril 1874, avec pour devise « pour la patrie, par la montagne ». La femme de lettres George Sand fut une des premières adhérentes du club, deux ans avant sa mort,.
« Son originalité et sa puissance sont dues au fait qu'il était une association avec une direction centrale à Paris tout en étant décentralisée très largement au moyen de sections locales créées dans les départements ». Les objectifs qui lui sont assignés sont très généraux. L’article 1 des statuts affirme simplement qu’il s’agit de « faciliter et propager la connaissance précise des montagnes françaises » et rien de plus
Le Club alpin français (CAF) est l'une des plus anciennes associations consacrées à la pratique et à la connaissance de la montagne sous tous ses aspects.
En 1882, il est reconnu d'utilité publique pour ses actions destinées à « faciliter et propager la connaissance exacte des montagnes ».
En 1920, le CAF (Club alpin français) fonde l'Union nationale des associations de tourisme (UNAT) avec l'automobile Club et le Touring Club. Le 6 avril 1924, le comité de direction du CAF approuve à l'unanimité la création de la Fédération française de ski. La même année, le CAF délivre 426 brevets de guides.
En 1932, le CAF est membre fondateur de l'Union internationale des associations d'alpinisme (UIAA), dont le siège est à Berne (Suisse).
En 1942, la Fédération française de la montagne (FFM) est créée. Le CAF subsiste et devient club membre de la FFM à laquelle il affilie tous ses membres. Les premiers dirigeants de la FFM sont issus du CAF[réf. souhaitée].
En 1950, l'Annapurna, premier « 8 000 », est gravi par une expédition française sous la direction de Maurice Herzog. Lucien Devies, président du CAF et de la FFM, est à l'origine de l'expédition.
En 1965, le CAF est agréé par le ministère de la Jeunesse et des Sports. En 1967, le CAF est agréé par le ministère du tourisme. En 1976 est créée la charte des alpages et des glaciers.
En 1978, il reçoit un agrément du ministère de l'environnement.
En 1996, il abandonne son nom historique et prend celui de Fédération des clubs alpins français ; le Club alpin devient fédération sportive. Lors de son 5e congrès, les 29 et 30 janvier 2005 à Chambéry, il change de statut et prend le nom de Fédération française des clubs alpins et de montagne (FFCAM).
En 2011, la FFCAM est une fédération sportive de plus de 77 524 adhérents. 82,6 % habitent dans des zones urbaines et périurbaines, le taux de féminisation est de 33,7 %, et l'âge médian de 46 ans. En 2013, cela regroupe plus de 319 associations réparties dans la France entière, animées par 5 300 bénévoles, et disposant de 127 refuges et chalets de haute et moyenne montagne.
En 2015, la fédération compte 92 000 adhérents dans 360 clubs, 31 salariés, et gère 125 refuges et chalets de montagne.
En 2022, le ministère des Sports crée une délégation sportive pour l'escalade sur glace et l'octroie à la FFCAM.
En 2024, le nombre de licenciés est de 105 163[réf. nécessaire].

## Missions
La FFCAM favorise la pratique de toutes les activités de nature liées à la montagne.
La FFCAM gère et assure l’entretien de 120 refuges, chalets et centres de montagne, répartis dans tous les massifs français, et cinq présents au Maroc (dont le refuge du Toubkal)[source insuffisante], qui constituent une base de découverte de la nature et de toutes les pratiques montagnardes.
La FFCAM préserve et valorise le milieu montagnard, depuis la création du CAF en 1874 et s'est dotée depuis 1976 d’une commission nationale de protection de la montagne. Elle émet des propositions et agit dans les domaines de l’environnement mais aussi de l’aménagement du territoire dans les régions de montagne[non neutre].
La FFCAM soutient également la recherche scientifique depuis sa création[source secondaire nécessaire], d’abord par le biais de publications, puis par l’existence d’une commission ou d’un comité dédié.

## Organisation
Des comités régionaux et départementaux relaient l'action de la fédération au niveau local.
La FFCAM est membre de l'Union internationale des associations d'alpinisme et du Club arc alpin[source insuffisante]. Elle est également adhérente de l'Union nationale des associations de tourisme et de plein air depuis 1920[source secondaire nécessaire].
Son président est Charles Van der Elst, élu lors de l'assemblée générale qui s'est déroulée à Chalon-sur-Saône en mars 2025.